# ريتشارد واتس
ريتشارد واتس (بالإنجليزية: Richard Wattis)‏ هو ممثل بريطاني، ولد في 25 فبراير 1912 بستافوردشاير في المملكة المتحدة، وتوفي في 1 فبراير 1975 بلندن في المملكة المتحدة بسبب نوبة قلبية.

## أعمال

### أفلام
- (1956) الرجل الذي عرف أكثر من اللازم
- (1956) حول العالم في 80 يوما[4][5][6]
- (1962) أطول يوم[7][8]
- (1963) كبار الزوار
- (1965) جرائم الأبجدية
- (1967) كازينو رويال[9][10][11]

## وصلات خارجية
- ريتشارد واتس على موقع IMDb (الإنجليزية)
- ريتشارد واتس على موقع ألو سيني (الفرنسية)
- ريتشارد واتس على موقع أول موفي (الإنجليزية)
- ريتشارد واتس على موقع قاعدة بيانات الأفلام السويدية (السويدية)
- ريتشارد واتس على موقع إن إن دي بي (الإنجليزية)
- ريتشارد واتس على موقع قاعدة بيانات الفيلم (الإنجليزية)
- ريتشارد واتس على موقع كينوبويسك (الروسية)